# Стефан (Динидис)
Митрополит Стефан Динидис (греч. Μητροπολίτης Στέφανος Ντινίδης; род. 1968, Стамбул) — епископ Константинопольской православной церкви, митрополит Галлиопольский и Мадитский, ипертим и экзарх Херсонеса Фракийского.

## Биография
В 1986 году окончил Зографский лицей. В 1990 году окончил факультеты истории и философии Стамбульского университета, а в 1995 году Богословский факультет Университета Аристотеля в Салониках.
В 1996 году митрополитом Феодоропольским Германом (Афанасиадисом) был рукоположён в сан диакона.
В 2005—2007 годы служил великим архидиаконом при Патриархе Константинопольском.
30 ноября 2007 года Патриархом Константинопольским Варфоломеем был рукоположён в сан священника, после чего служил великим протосинкеллом.
3 марта 2011 года решением Священного Синода Константинопольской Православной Церкви избран митрополитом Галлиопольским и Мадитским. Избрание иерарха на данную кафедру совершилось впервые за 87 лет.
13 марта 2011 года был рукоположён во епископа с возведением в достоинство митрополита Галлиопольского и Мадитского. Хиротонию совершили: патриарх Константинопольский Варфоломей, митрополит Феодоропольский Герман (Афанасиадис), митрополит Имврийский и Тенедский Кирилл (Драгунис), митрополит Пригипоннисский Иаков (Софрониадис), митрополит Герасский Феофан (Хасапакис) (Иерусалимский Патриархат), митрополит Митилинский Иаков (Франдзис), епископ Бачский Ириней (Булович) (Сербская православная церковь), митрополит Филадельфийский Мелитон (Карас), митрополит Севастийский Димитрий (Комматас), митрополит Аркадийский Василий (Мансур) (Антиохийский Патриархат), митрополит Мирликийский Хризостом (Калаидзис), митрополит Иконийский Феолипт (Фенерлис), Аркалохорийский, Кастеллийский и Вианнский Андрей (Нанакис).
Ввиду невозможности пастырского служения в епархии поселился в Стамбуле, где исполнял обязанности великого протосинкелла